# Beauprea neglecta
Beauprea neglecta là một loài thực vật có hoa trong họ Quắn hoa. Loài này được Virot miêu tả khoa học đầu tiên năm 1968.